# 金光飛航

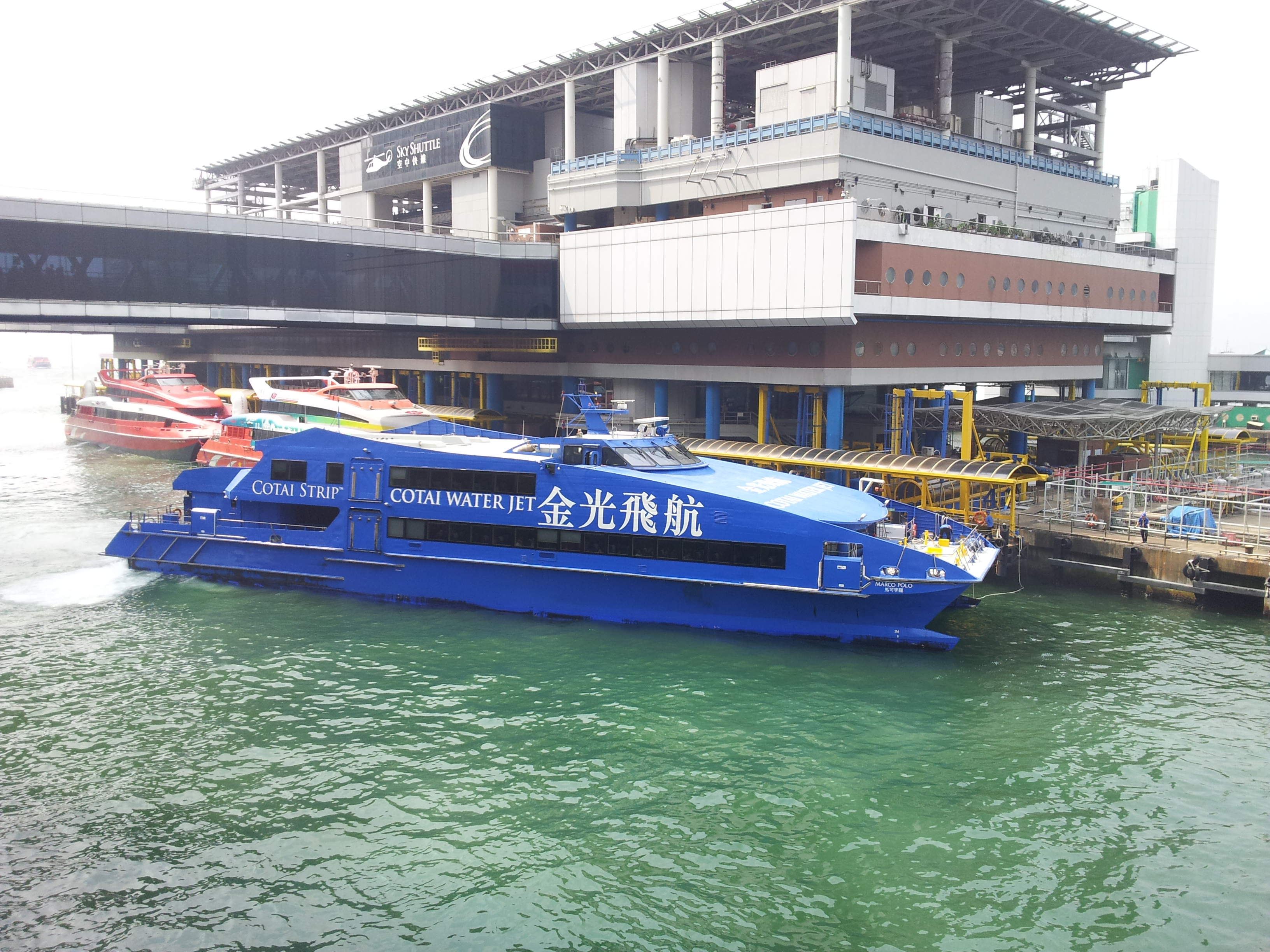
金光飛航客輪正在靠近港澳客運碼頭

金光飛航（英語：Cotai Water Jet）是一家獲批准經營來往港澳高速客輪航線的品牌，公司業務及旗下的客船是由拉斯維加斯金沙集團股份有限公司（NYSE:LVS）的全資附屬公司擁有，並由珠江船務高速船有限公司（Chu Kong High-Speed Ferry Co., Ltd.）負責管理及營運。珠江高速船是由威尼斯人（澳門）股份有限公司及珠江船務企業(股份)有限公司合資成立，並由後者負責營運。開航的主要目的是為了開拓客源，威尼斯人（澳門）希望籍此吸引更多旅客是由氹仔客運碼頭入境澳門，再經酒店專巴接載旅客直達澳門威尼斯人渡假村酒店及路氹金光大道。因應旅客轉乘航班的對接安排，金光飛航在其機場航線上之航班均配有航班編號及使用IATA格式的航空公司代碼，金光飛航使用珠江船務高速船有限公司之國際航空運輸協會代碼3A。

## 歷史
金光飛航於2007年11月30日啟航，首階段只提供來往香港至澳門氹仔之間的日航客輪服務，後因訴訟問題而停航，最後訴訟不成立，金光飛航的港氹日航客輪服務於2008年1月20日正式復航。2008年6月10日開始金光飛航提供港氹之間的夜航客輪服務；及後於同年8月1日開始將夜航服務延長至清晨。另外公司更計劃將來的客輪服務班次增至每15分鐘一班。
2012年7月31日起，原本由珠江船務集團屬下的金珠船務所代理的金光渡輪船隊管理服務，將改由同一集團屬下的珠江船務高速船有限公司(下稱珠江船務)承接。
2018年，為慶祝11周年，金光飛航推11周年船票優惠。
因應香港特別行政區政府為防範2019冠狀病毒病而停用九龍尖沙咀中國客運碼頭及上環港澳碼頭，該公司分別於2020年1月30日及2月4日起暫停開行往來上述碼頭與澳門氹仔之跨境渡輪航班，而往來香港國際機場海天碼頭之間之航班亦隨之暫停。2023年1月8日，恢復氹仔客運碼頭至香港上環的日航服務。

### 啟航爭議
澳門特區政府港務局於2007年10月10日表示批准金光飛航的牌照，為期20年。但直到10月9日金光飛航還未收到獲准到香港上環港澳客輪碼頭泊岸的最終批文，仍待「進一步落實」。待香港特區政府海事處發出批准批文後，金光飛航將會來開辦往上環港澳客輪碼頭至氹仔臨時客運碼頭的航線；最終於2007年11月29日宣佈翌日開航。
但開航不足兩星期後，另一間有份經營港澳航線的營辦商－西北航運，以其經營權沒有經過公開競投為由向澳門初級法院入稟尋求推翻政府決定，最終獲判勝訴；法院其後宣布頒布禁制令，由2007年12月11日起禁制開航；而澳門特區政府向法院表示會影響客運為理由要求銷令，但法院仍然維持命令生效。由於受到訴訟影響，在開航短短個多星期後，金光飛航要暫時停止服務，等待澳門中級法院的判決。澳門中級法院在2008年1月17日發出通知，指有關訴訟的請求不成立，禁制令取消，金光飛航可以在短期內復航；最後於當月20日正式復航。但在2009年2月19日澳門中級法院判處香港西北航運上訴得直。不過判決指出，金光飛航經營氹仔臨時客運碼頭至香港上環港澳客輪碼頭的航線已成既定事實，判決不影響金光飛航繼續營運，而金光飛航也沒有收到法院頒發的任何禁制令。
2009年12月20日，剛宣誓就任的澳門第三任行政長官崔世安簽署行政命令，授權運輸工務司司長劉仕堯代表澳門特區政府簽署有關解除《澳門特別行政區（氹仔客運碼頭）與香港特別行政區之間海上客運服務營運合同》協議的公證契約。
2010年1月7日，澳門港務局公佈包括金光飛航在內的5間船公司將獲得營運准照。
2017年6月1日，隨氹仔客運碼頭正式啟用，金光飛航將其原有的外港航班亦一併遷入氹仔碼頭營運。

## 船隊
首批10艘訂購的澳洲澳斯達（Austal）雙體噴射船及在2008年增訂的4艘同類雙體船已全部付運，一共引進14艘澳斯達高速雙體船，現時則有11艘服役。船隊的船身主要顏色為藍色。
此外該公司在新船完全付運之前亦向珠江客運租用雙體噴射船「蓮山湖」及「南桂」號，船身主要顏色為白色，已於2009年歸還。
2020年，受2019冠狀病毒病全球性疫情影響，金光飛航被迫暫停渡輪服務，導致船隻長期閒置，2021年經中介公司出售部分雙體船，其中3艘船已於2022年出售。

### 現役船隊
金光飛航的船隊悉數為澳斯達48米雙體船（規格與噴射飛航由新渡輪轉手的宇航2010系列船隊屬同款，其中四艘裝有T-Foil及T-Max穩定系統）
| 船名                          | 圖片 | 建造年份  | 定員 | 航速 （節） | 船身號碼 | 備註                                                                 |
| 倫敦人 The Londoner           |      | 2007年    | 413  | 42.5        | H311     | 前名「大運河購物 The Grand Canal Shoppes」                           |
| 威尼斯人 The Venetian         |      | 2007年    | 413  | 42.5        | H312     |                                                                      |
| 金光會展 The Cotai Strip Expo |      | 2007年    | 413  | 42.5        | H313     |                                                                      |
| 巴黎人 The Parisian           |      | 2007年    | 413  | 42.5        | H314     | 前名「貢多拉船夫 The Gondolier」及「金沙廣場 Shoppes Cotai Central」 |
| 倫敦人名匯 Londoner Grand     |      | 2008年    | 413  | 42.5        | H315     | 前名「太陽劇團 The Cirque Du Soleil」及「金光中心 Cotai Central」    |
| 四季名店 Shoppes Four Seasons |      | 2008年    | 413  | 42.5        | H316     | 曾稱「聖路卡San Luca」                                               |
| 百利沙 The Plaza              |      | 2008年    | 413  | 42.5        | H317     |                                                                      |
| 美食家 Gourmet Dining         |      | 2008年    | 413  | 42.5        | H320     |                                                                      |
| 馬可孛羅 Marco Polo           |      | 2009年3月 | 413  | 42.5        | H350     | 裝有船隻穩定系統                                                     |
| 聖馬可 St Mark                |      | 2009年3月 | 413  | 42.5        | H351     | 裝有船隻穩定系統                                                     |
| 名都廣場 Di Moda Square       |      | 2009年    | 413  | 42.5        | H353     | 裝有船隻穩定系統                                                     |

### 已退租船隊
澳斯達40米雙體船
- 蓮山湖（LIAN SHAN HU，1992，已於2009年歸還）
- 南桂（NAN GUI，1992，已於2009年歸還）

### 已退役船隊
| 船名                              | 圖片 | 建造年份 | 退役年份 | 定員 | 航速 （節） | 船身號碼 | 備註 |
| 嘉德勒廣場 Castella Square        |      | 2009年   | 2022年   | 413  | 42.5        | H352     | 裝有船隻穩定系統 已售予克羅地亞渡輪公司Krilo，該船於2022年1月23日運離香港，2月20日運抵斯普利特，至3月完成轉籍，改名為「Krilo」 |
| 金光綜藝館 Cotai Strip Cotaiarena |      | 2008年   | 2022年   | 413  | 42.5        | H318     | 該船曾於2022年6月運往韓國釜山，至2024年運回香港                                                                                |
| 金光籃球 Cotai Strip Cotaigold    |      | 2008年   | 2022年   | 413  | 42.5        | H319     | 該船於2022年7月運往韓國釜山，至2024年運回香港                                                                                  |

## 售票地點
| 地點                     | | 營業時間                                                        | 客戶服務熱線   |
| ------------------------ | --- | --------------------------------------------------------------- | -------------- |
| 澳門巴黎人酒店           | - 金光旅遊(107號鋪,G/F) |                                                                 | +853 2885 0595 |
| 澳門威尼斯人-度假村-酒店 | - 金光旅遊(1028號鋪) - 酒店大堂禮賓部 - 酒店西大堂禮賓部 - 金光票務™ 北及南售票處(金光綜藝館™, 一樓) - 大運河購物中心名都大街客戶服務前台 |                                                                 | +853 2885 0595 |
| 澳門金沙                 | - 澳門金沙大堂客戶服務台 |                                                                 | +853 2885 0595 |
| 澳門倫敦人               | - 金光旅遊(1030號鋪) - 澳門康萊德酒店大堂禮賓部 - 澳門喜來登大酒店 正門大堂禮賓部 - 金光票務™售票處 (喜來登大酒店)                        |                                                                 | +853 2885 0595 |
| 澳門氹仔客運碼頭         | - 金光飛航售票處（碼頭二樓，1-15號櫃檯）                                                                                                  | - 市區線營業時間：06:30 - 23:50 - 機場線營業時間：06:30 - 16:00 | +853 2885 0595 |

| 地點         |                                                                                | 營業時間                                              | 客戶服務熱線   | 電話                                      |
| ------------ | ------------------------------------------------------------------------------ | ----------------------------------------------------- | -------------- | ----------------------------------------- |
| 香港         |                                                                                |                                                       | +852 2359 9990 |                                           |
| 港澳客輪碼頭 | - 金光飛航售票處 - （上環信德中心三樓305D號鋪） - （上環信德中心三樓304A號鋪） | - 06:00 - 22:30 (305D號鋪) - 06:00 - 22:00 (304A號鋪) | +852 2359 9990 | 電話︰                                    |
| 中國客運碼頭 | - 金光飛航售票處 - （中港城1樓7號鋪）                                          | - 06:45 - 15:30                                       | +852 2359 9990 | 電話︰                                    |
| 香港國際機場 | - 金光飛航售票處 - （一號客運大樓五樓E2）                                      | 營業時間︰11:15 - 16:15                               | +852 2359 9990 | 電話︰+852 2261 0848 傳真︰+852 2261 0760 |

## 意外
- 2008年7月1日約20:00，「金光會展」號於在長洲對開水域與新渡輪三層載客船新飛號相撞。
- 2008年8月26日約16:30，「金光籃球」號在西區公園體育館對開的中航道疑因機件故障導致船尾撞向淺水區，結果在其右後方的一組水力噴射推進器嚴重損毀。
- 2008年9月2日約11:45，「威尼斯人」號在雷雨中在珠海青洲水域與一艘漁船相撞，導致漁船船主死亡。[13]
- 2009年1月8日，「南桂」號在澳門水域時左邊引擎突然停止運作並冒出白煙，導致失去動力，最終需由澳門海關派出救援船護航，並倚靠右邊引擎剩餘動力返抵北安碼頭，但在泊岸時左邊船尾又撞向碼頭石躉，造成損毀。
- 2009年12月25日早上，「金光籃球」號在珠海水域與一艘香港漁船發生碰撞，結果造成漁船入水沈沒，而「金光籃球」號的船身左前方部分則因撞擊而折斷。

## 規劃
隨着金光飛航開通港九及海天碼頭往返澳門外港碼頭之航線，原有之14艘客輪不敷應用，金光飛航曾計劃於氹仔客運碼頭啟用後增購4-6艘客輪（碳纖維製造），新船將以金光大道日後出現地標作命名。
惟隨著港珠澳大橋開通與2019冠狀病毒病疫情導致客量需求大減，至2022年出售3艘客輪，此計劃再無被提及。

## 資料來源
1. ↑  澳門日報 2008年06月10日，《金光飛航今起增夜航班次》
2. ↑  澳門日報 2008年08月1日，《金光夜航服務延至清晨 （页面存档备份，存于）》
3. ↑  . www.marine.gov.mo.   [2020-04-21]. （原始内容存档于2020-08-08）.
4. ↑  回程坐頭等艙只需$11！ 金光飛航推11周年船票優惠 （页面存档备份，存于），U Travel，2018-11-22
5. ↑  . 力報. 2023-01-05  [2023-01-05]. （原始内容存档于2023-01-07）.
6. ↑  金光噴射飛航港澳線暫停 （页面存档备份，存于）雅虎香港 明報 12月10日
7. ↑  金光飛航禁制令獲撤 的存檔，存档日期2008-03-09.
8. ↑  西北航運快線上訴得直 （页面存档备份，存于）
9. ↑  韋建宏：金光飛航營運利澳發展  的存檔，存档日期2009-06-01.
10. ↑   (PDF).   [2010-01-09]. （原始内容存档 (PDF)于2015-06-04）.
11. ↑  .   [2010-01-09]. （原始内容存档于2020-08-14）.
12. ↑  https://www.facebook.com/1517930504941620/posts/4516006591800648/
13. ↑  澳門撞船事故調查:疑雷電干擾客船雷達 的存檔，存档日期2008-10-19.，中國新聞網

## 外部連結
- 官方网站
- 金光飛航的Facebook專頁
- 威尼斯人新購置雙體船資料（Austal）